# Svalåstjärnen
Svalåstjärnen är en sjö i Ljusdals kommun i Hälsingland och ingår i Ljusnans huvudavrinningsområde. Sjön har en area på 0,0771 kvadratkilometer och ligger 234 meter över havet.

## Delavrinningsområde
Svalåstjärnen ingår i det delavrinningsområde (684558-150447) som SMHI kallar för Ovan 684747-150287. Medelhöjden är 225 meter över havet och ytan är 7,02 kvadratkilometer. Det finns ett avrinningsområde uppströms, och räknas det in blir den ackumulerade arean 13,69 kvadratkilometer. Vattendraget som avvattnar avrinningsområdet har biflödesordning 4, vilket innebär att vattnet flödar genom totalt 4 vattendrag innan det når havet efter 143 kilometer. Avrinningsområdet består mestadels av skog (86 procent). Avrinningsområdet har 0,2 kvadratkilometer vattenytor vilket ger det en sjöprocent på 2,8 procent.